# Die Mädchen von St. Tropez
Die Mädchen von St. Tropez ist ein französischer Pornofilm aus dem Jahr 1981 mit Marilyn Jess.

## Handlung
In St. Tropez wollen die Freunde Roddy und Eddy einen Sexfilm drehen, weshalb sie am Strand des Mittelmeeres und in Diskotheken attraktive junge Frauen dazu überreden, sich bei Sexspielen filmen zu lassen. Dabei treffen sie auf Marilyn Jess, die mit ihrer Freundin Mika Barthel in den Urlaub nach St. Tropez gefahren ist. Marilyn Jess wird beim Sex gefilmt, unter anderem in den Umkleidekabinen eines Tennisclubs und auf einer Party. Der Film enthält eine Szene, in der eine weitere Darstellerin bis zum Hals im Strand eingegraben einen Fellatio verrichtet.
Ab und zu telefoniert Marilyn mit ihren Eltern. Bei ihrer Rückkehr nach Paris trifft sie auf ihren Vater, der sich gerade den gedrehten Pornofilm angesehen und seine Tochter in der Rolle erkannt hat.